# Thyreoxenus parviceps
Thyreoxenus parviceps är en skalbaggsart som beskrevs av Mann 1923. Thyreoxenus parviceps ingår i släktet Thyreoxenus och familjen kortvingar. Inga underarter finns listade i Catalogue of Life.